# 阿方索·费雷罗·拉马尔莫拉
阿方索·费雷罗·拉马尔莫拉(Alfonso Ferrero, Cavaliere La Màrmora) (1804年11月18日—1878年1月5日) 意大利将军和政治家。他的兄弟亚历桑德罗·拉马尔莫拉建立了意大利军队的分支，现在称为特种步兵营（Bersaglieri）。

## 生平

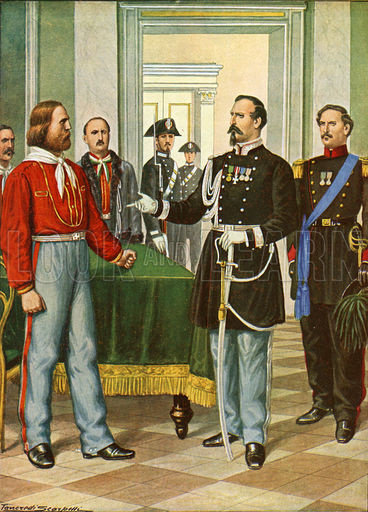
加里波第(左)和拉马尔莫拉将军

拉马尔莫拉出生于都灵，1823年进入撒丁岛军队，1848年3月晋升为上校。1848年8月5日在米兰他从革命暴徒手中解救了撒丁国王查理·阿尔伯特，在10月份被提升为将军，并被任命为战争部长（陆军部长）。
在镇压热那亚革命后，1849年11月再次担任战争部长（至1859年），率军参加克里米亚战争。1859年他参加了反奥地利战争，当年7月接替加富尔担任首相，1860年前往柏林，安排圣彼得堡承认意大利王国，随后他担任米兰总督和那不勒斯皇家中尉，直到1864年9月接替马尔科·明格蒂担任首相。
1866年4月拉马尔莫拉与普鲁士缔结联盟，反对奥匈帝国，6月爆发第三次意大利独立战争，6月23日在库斯托扎战役（battle of Custoza）中战败。
与此同时他在1867年被派往巴黎，抗议法国远征罗马，1870年，罗马被意大利占领后，被任命为新首都的皇家中尉。1878年1月5日在佛罗伦萨去世。
拉马尔莫拉的著作包括：《Un episodio di risorgimento italiano》(1875)和《Il segreto di stato nel governo costituzionale》(1877)。